# Fleur de Franchimont
La Fleur de Franchimont est un vin de fruit artisanal produit dans la commune belge de Theux en province de Liège. 
Le château-fort de Franchimont qui domine Theux a donné son nom à ce breuvage.

## Description
Il s’agit d’un vin de fruit fermenté à base de pommes et de fleurs sauvages (principalement des fleurs de sureau). Les habitants de Theux sont mis à contribution pour la cueillette des fleurs nécessaires à l'élaboration artisanale du produit. Ces fleurs contiennent beaucoup d’antioxydants qui permettent une conservation de la boisson pendant cinq années à l'abri de la lumière et de la chaleur. 
La Fleur de Franchimont a une robe jaune, un goût floral et doux et se déguste bien frais (6 à 8 °C) à l'apéritif, au dessert ou en accompagnement d'entrées ou de foie gras. Elle est commercialisée en bouteilles de 75 cl et titre à 8,5 % de volume d'alcool. La Fleur de Franchimont est également disponible en fûts de 10, 30 ou 50 litres. Elle est produite et commercialisée par la société Vins et Élixirs de Franchimont située à Theux depuis 1995.

## Source et lien externe
http://www.fleurdefranchimont.be/